# Фитопатология
Фитопатология (фито — растение и патология) — наука о болезнях растений, вызванных патогенами (инфекционные болезни) и экологическими факторами (физиологические факторы). Включает разработку средств борьбы с заболеваниями, профилактику поражения растений.

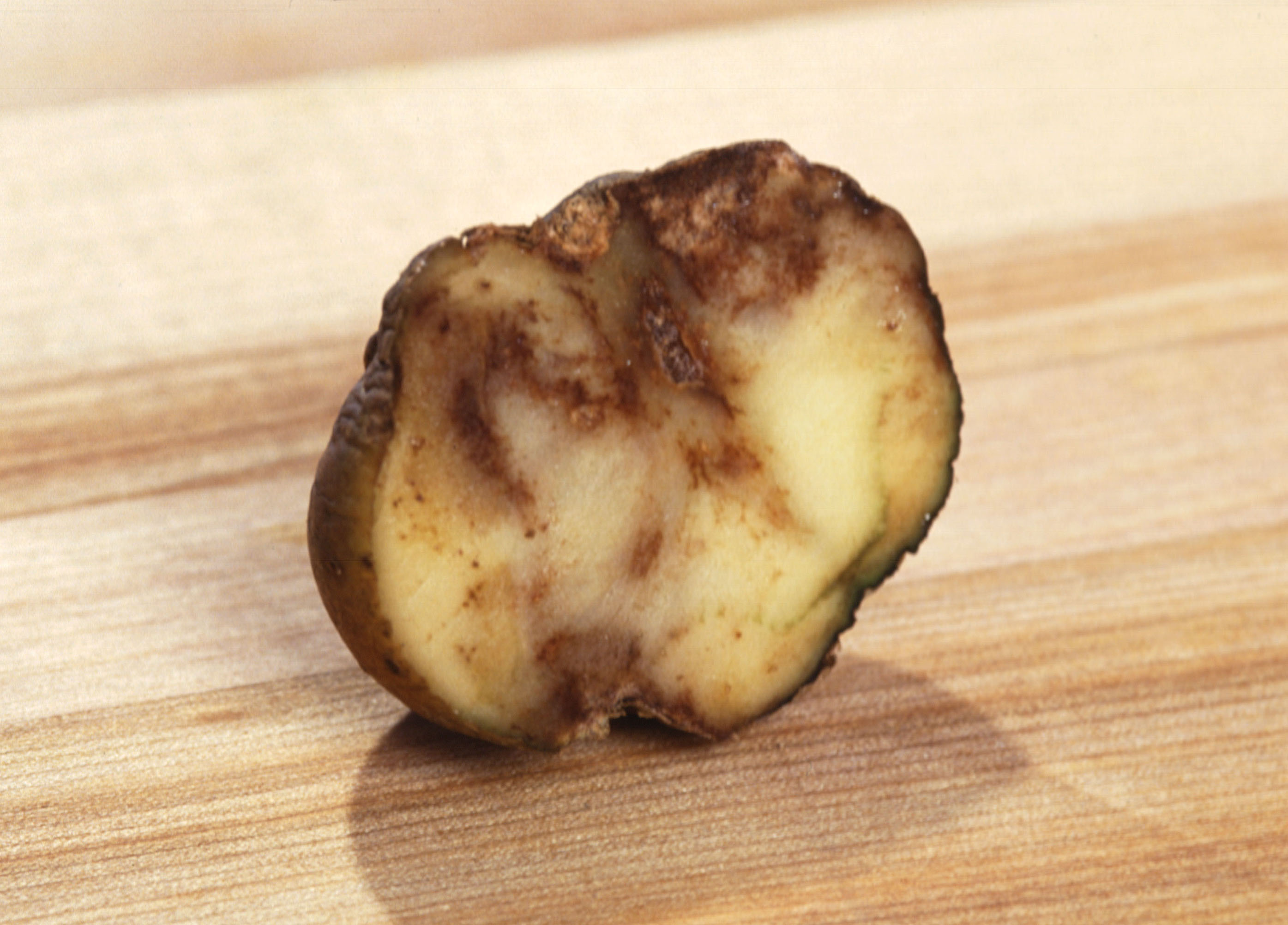
Поражённый гнилью клубень картофеля

## История фитопатологии
В России первым систематически изучать и преподавать фитопатологию стал профессор ботаники С. И. Ростовцев. В 1894 году он начал читать первый в России курс патологии растений в Московском сельскохозяйственном институте, а в 1914—1915 организовал при институте фитопатологическую станцию.
Известные фитопатологи СССР:
- А. С. Бондарцев
- И. И. Ванин
- С. И. Ванин
- Ю. И. Власов
- Н. А. Наумов
- Т. Д. Страхов
- А. А. Ячевский

## Причины заболеваний растений
Согласно современным представлениям заболевания высших растений можно классифицировать, согласно вызывающим их причинам, следующим образом:
1. Инфекционные или биотические заболевания:
  - Заболевания, вызванные грибами (фитофтороз, мучнистая роса и ложная мучнистая роса, головня злаков, ржавчина пшеницы);
  - Заболевания, вызванные прокариотами (корончатый галл, бактериальный ожог плодовых культур);
  - Заболевания, обусловленные паразитическими высшими растениями (омела, повилика, арцеутобиум) и зелёными водорослями;
  - Заболевания, вызванные вирусами (вирус табачной мозаики, вирус кустистой карликовости малины) и вироидами (вироид веретеновидности клубня картофеля);
  - Заболевания, причиной которых служат нематоды (луковичная нематода);
  - Заболевания, вызванные одноклеточными эукариотами (кила капусты);
  - Заболевания, обусловленные поражением членистоногими (паутинный клещ, тля).
2. Неинфекционные заболевания, обусловленные действием абиотических факторов:
  - Нарушение физиологии растений в результате слишком высокой или низкой температуры;
  - Нарушения, обусловленные затоплением или засухой;
  - Нарушение жизнедеятельности в результате недостаточной или избыточной освещенности;
  - Нарушение физиологических процессов в результате нехватки кислорода;
  - Нарушения, связанные с загрязнением воздуха;
  - Нарушения, обусловленные дефицитом минеральных элементов;
  - Физиологические нарушения, обусловленные присутствием токсичных элементов минерального питания;
  - Нарушения связанные с повышенной или пониженной кислотностью субстрата;
  - Нарушения физиологии в результате действия токсичных химических веществ (пестицидов);
  - Нарушения физиологии, обусловленные неправильными практиками культивации растений.

## Разделы фитопатологии
Фитопатология основана на данных анатомии и физиологии растений, микробиологии, микологии, генетики, селекции и растениеводства.
На основе фитопатологических исследований в сельском хозяйстве строится система защиты растений от вредителей и болезней.

### Общая фитопатология
Объектом общей фитопатологии являются:
- возбудители болезней, причины и условия их возникновения
- закономерности развития, распространения, массовых вспышек (эпифитотий)
- общие анатомо-физиологические изменения в больных организмах
- иммунитет и карантин растений
- организация службы защиты растений от вредителей и болезней
- подготовка прогнозов появления болезней
- средства и методы защиты растений

### Частная фитопатология
Частная (специальная) фитопатология исследует болезни сельскохозяйственных культур.
Болезни семян выделяют в отдельную дисциплину «патология семян растений» (автор термина — датский учёный Пьер Нергор).

### Лесная фитопатология
Наука о болезнях деревьев и кустарников, о разрушениях мёртвой древесины.

### Бактериальные заболевания

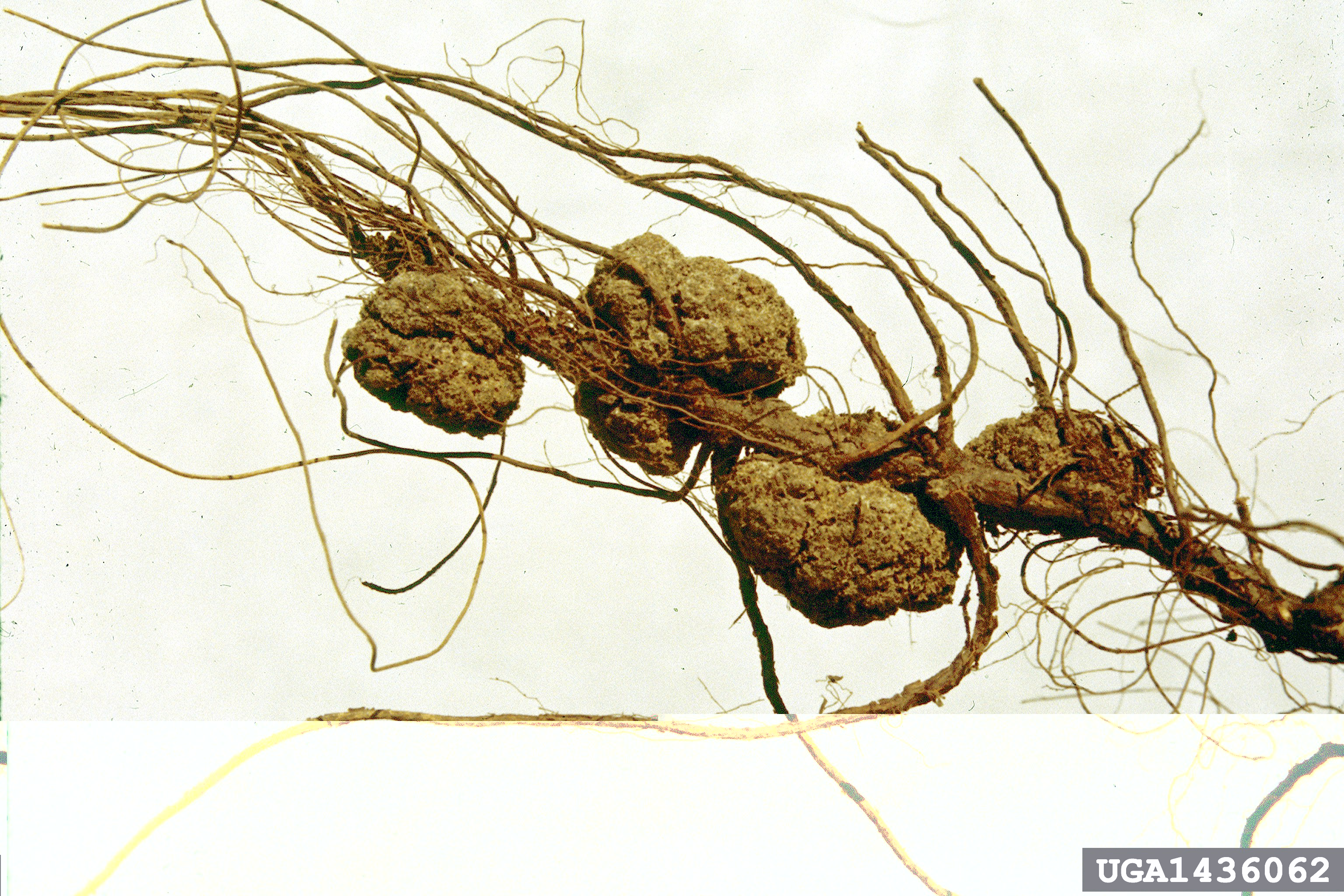
Корончатый галл, вызываемый бактерией Agrobacterium tumefaciens

Среди бактерий есть и некоторые фитопатогенные виды, вызывающие бактериозы. Например, Agrobacterium tumefaciens вызывает образование так называемых «корончатых галлов» и бактериального рака у двудольных растений, Pseudomonas syringae вызывает бурое слизеточение, обморожения, повреждения плодов и пятнистость листьев растений, бактерии рода Erwinia вызывает болезни картофеля и других растений, называемые чёрная ножка (подвид E. carotovora subsp. carotovora) и мягкую гниль (подвид E. carotovora subsp. atroseptica). E. carotovora subsp. carotovora развивается при температуре ниже 18 °C и вызывает симптом «чёрных чернил», в то время как E. carotovora subsp. atroseptica — выше 18 °C и данного симптома не вызывает.

### Заболевания, вызываемые вирусами, вироидами и вирусоподобными организмами

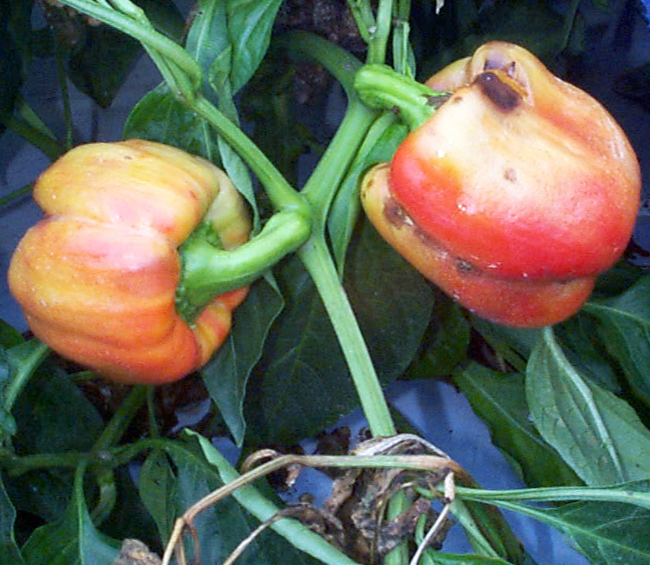
Плоды перца, поражённые вирусом Pepper mild mottle virus

## Журналы по фитопатологии
- Защита растений (с 1956)
- Микология и фитопатология (с 1967)
- Доклады Всесоюзной ордена Ленина академии с.-х. наук им. В. И. Ленина (с 1936)
- Вестник сельскохозяйственной науки (с 1956)
- Сельскохозяйственная биология (с 1966)
- Химия в сельском хозяйстве (с 1963)